# Lajoux (Jura)
Lajoux település Franciaországban, Jura megyében. Lakosainak száma 299 fő (2022. január 1.). Lajoux Divonne-les-Bains, Mijoux, Lamoura, Prémanon és Septmoncel les Molunes községekkel határos.

## Népesség
A település népességének változása:
| Lakosok száma | 149  | 158  | 197  | 253  | 252  | 248  | 262  | 285  | 286  | 299  |
|               | 1968 | 1982 | 1990 | 2006 | 2013 | 2015 | 2017 | 2019 | 2020 | 2022 |